# Joseph Luke Cecchini
Joseph Luke Cecchini (Trail, 25 mei 1982) is een Italiaans skeletonracer die voorheen uitkwam voor Canada.

## Carrière
Cecchini maakte zijn wereldbekerdebuut in het seizoen 2014/15 en bleef actief in de wereldbeker tot het seizoen 2018/19.
Hij nam in 2015 deel aan het wereldkampioenschap waar hij 26e werd. De volgende jaren nam hij ook deel maar kon nooit beter doen dan een 25e plaats.
Hij nam in 2018 deel aan de Olympische Winterspelen waar hij 27e werd.

## Resultaten

### Olympische Spelen
| Jaar | Plaats      | Resultaat |
| ---- | ----------- | --------- |
| 2018 | Pyeongchang | 27e       |

### Wereldkampioenschappen
| Jaar | Plaats     | Resultaat       |
| ---- | ---------- | --------------- |
| 2015 | Winterberg | 26e Individueel |
| 2016 | Igls       | 28e Individueel |
| 2017 | Königssee  | 25e Individueel |
| 2019 | Whistler   | 25e Individueel |

### Wereldbeker
Eindklasseringen
| Seizoen   | Rang |
| --------- | ---- |
| 2014/2015 | 24e  |
| 2015/2016 | 26e  |
| 2016/2017 | 37e  |
| 2017/2018 | 33e  |
| 2018/2019 | 29e  |